# Осмо чувство
„Осмо чувство“ (на английски: Psych) е американски драмедиен сериал, създаден от Стийв Франкс и излъчващ се по Ю Ес Ей Нетуърк. В него участва Джеймс Роудей в ролята на Шоун Спенсър, млад криминален консултант към полицейското управление на Санта Барбара, Калифорния, чиито „завишени проучвателни умения“ и впечатляващи детективски инстинкти му позволяват да убеждава хората, че е медиум. В сериала участват още и Дюле Хил в ролята на най-добрия приятел на Шоун, Бъртън „Гас“ Гастър и Корбин Бърнсън в ролята на взискателния баща на Шоун, Хенри.
„Осмо чувство“ дебютира на 7 юли 2006 г., веднага след премиерата на пети сезон на „Монк“. Премиерата му е с най-голям рейтинг по кабелната телевизия за 2006 г. Пети сезон започна на 14 юли 2010 г. На 10 януари 2012 г. сериалът е подновен за седми сезон с 16 епизод, който започна на 27 февруари 2013 г. На 19 декември 2012 г. е обявен осми сезон с осем епизода. На 5 февруари 2014 г. USA Network потвържава, че осмият сезон ще е последен и ще завърши на 26 март 2014 г.

## „Осмо чувство“ в България
В България сериалът започва излъчването си на 11 февруари 2009 г., всеки делник от 22:30 по Нова телевизия. Последните два епизода са излъчени от 23:15. Първи сезон завършва на 3 март. На 2 юли 2012 г. започва трети сезон, всеки делник от 23:30. На 8 март 2013 г. започва четвърти сезон, всеки делник от 23:45 и приключва на 9 април. На 11 април започва пети сезон, който завършва на 6 май.
На 3 декември 2009 г. започва повторно излъчване по Fox Crime, всеки четвъртък от 21:10. Трети започва премиерно на 5 февруари 2012 г. от 20:55, а от следващата седмица разписанието е всеки четвъртък по два епизода.
На 19 ноември 2010 г. от 17:30 започва повторно по Диема 2, а от следващия ден разписанието му е всеки делничен ден от 18:00 по два епизода с повторение от 10:00. На 30 ноември започва втори сезон, веднага след последния епизод от първи и завършва на 10 декември. На 7 март 2011 г. започва втори сезон още веднъж, всеки делник от 19:00. На 26 март 2015 г. започва премиерно шести сезон по обновения Кино Нова, всеки делник от 18:00 с повторение от 10:00 и завършва на 16 април. След повторенията на шести сезон на 25 септември започва седми сезон, всеки делник от 19:00 и приключва на 16 октомври. На 6 юни 2016 г. започва осми сезон, всеки делник то 19:00 и завършва на 17 юни.
От първи до шести сезон дублажът е на студио Александра Аудио. Ролите се озвучават от артистите Даринка Митова, Елена Бойчева, Николай Пърлев, Христо Бонин в първи сезон и от трети, Георги Стоянов във втори и Георги Тодоров, който в пети и шести сезон е заместен от Кристиян Фоков. От седми сезон дублажното студио и екипът са сменени, а ролите се озвучават от Христина Ибришимова, Лиза Шопова, Александър Воронов, Александър Митрев и Здравко Методиев.